# NumWorks
NumWorks is een Frans bedrijf dat in 2016 is opgericht en in 2017 een grafische rekenmachine met de naam NumWorks uitbracht die gericht is op gebruik door scholieren in het voortgezet/secundair onderwijs en studenten in Europa en de Verenigde Staten.
Bij het ontwerp van de rekenmachine is veel aandacht besteed aan intuïtief gebruik van de machine, deels gebaseerd op de interface van smartphones waarbij op het startscherm de opgenomen applicaties zijn geplaatst. Het NumWorks-startscherm is echter geen aanraakscherm. De cursorbesturing is geïnspireerd op die van videogames: de cursor wordt met één knop verplaatst. De software van de machine is beschikbaar onder een Creative Commons-licentie.
Een van de applicaties is de programmeertaal Python. De NumWorks gebruikt dus geen eigen taal (zoals TI-BASIC dat gebruikt wordt op de rekenmachines van Texas Instruments).
De namen van de andere applicaties zijn:
Rekenen, Functies, Statistiek, Kansrekenen, Vergelijking, Rijen, Regressie, Instellingen

## Historie
Romain Goyet, de directeur van NumWorks, startte het bedrijf in 2016. Voordat hij met NumWorks begon, was hij software-ontwikkelaar bij Apple. Daar heeft hij ook meegewerkt aan open source-projecten zoals Linux.

## Machine
Het besturingssysteem van de NumWorks is eveneens geprogrammeerd in Python. De machine heeft een 320 × 240 LCD-kleurenscherm met een diagonaal van 7,1 cm. Intern wordt gebruikgemaakt van een 216 MHz ARMv7-processor met 8 MB aan flashgeheugen en 256 kB statisch geheugen. De rekenmachine heeft een lithium-polymeerbatterij van 1450 mAh en weegt 167 gram. De afmetingen van de rekenmachine zijn 8,2 × 16 × 1 cm.

## Kenmerken
De rekenmachine is zo ontworpen dat de code van het besturingssysteem eenvoudig kan worden aangepast en dat het model en de deksel via 3D-printen door de gebruiker kan worden nagemaakt. Schema's en details van de lay-out zijn vrij beschikbaar onder een Creative Commons-licentie.
De software op de machine wordt regelmatig bijgewerkt. Updates van het besturingssysteem moeten worden gedownload naar de machine vanaf de NumWorks-gebruikerswebsite via een WebUSB-verbinding of door het besturingssysteem op te bouwen vanuit een vaste bron.
De NumWorks-rekenmachine kent ook een zogeheten 'examenstand'. Is deze actief, dan zijn de Python-scripts niet meer toegankelijk, zijn alle apps opnieuw ingesteld en zijn bepaalde functies uitgeschakeld. De examenmodus kan slechts buiten werking worden gesteld in een pop-upvenster door de rekenmachine op een voedingsbron (zoals een computer) aan te sluiten.
Op 22 maart 2019 heeft NumWorks een applicatie voor iOS en Android uitgebracht.
Deze app heeft dezelfde functionaliteit als de fysieke rekenmachine, behalve dat het geheugen na gebruik wordt gewist. Eenzelfde op deze app gelijkende emulator is beschikbaar op de NumWorks-website.
De machine is uitgerust met een aantal taalmodules. Bij versie 15.3.0, die in 2021 verschenen is, zijn dit: Engels, Frans, Nederlands, Portugees, Italiaans, Duits en Spaans. In landen waarin aanpassingen noodzakelijk zijn bij gebruik van de machine bij (eind)examens, moet de examenstand geactiveerd worden; in de genoemde versie zit een internationale en een Nederlandse examenstand.